# Boston
 For alternative betydninger, se Boston (flertydig). (Se også artikler, som begynder med Boston)
Boston er hovedstad i den amerikanske delstat Massachusetts og den største by i hele New England-området. I 2012 havde byen 636,000 indbyggere. Storboston med forstæder omfatter 4,5 millioner indbyggere. Boston er administrativt centrum i det amerikanske county Suffolk County.
Boston bliver ofte omtalt som en universitetsby, eller som Amerikas Athen, fordi der er en stor mængde uddannelsessteder i Boston. Blandt nogle af de største og vigtigste er der Harvard University, Boston University, University of Massachusetts, MIT (Massachusetts Institute of Technology eller på dansk Massachusetts Teknologiske Institut), Northeastern University, Bentley University, Brandeis University, Suffolk University, Harvard Arboretum og Boston College, men der er også andre lidt mere specielle og smallere uddannelser end de store universiteter, fx New England Conservatory som er det ældste selvstændige konservatorium i hele USA og New England School of Law som oprindeligt var den første skole for kvindelige jurastuderende i USA, men som nu dog er til glæde for begge køn, og Emerson College som har specialiseret sig i journalistik, kunst og film. Udover alle universitetsuddannelserne har Boston også USAs ældste offentlige skolesystem, Boston Public Schools, som uddanner cirka 57.000 elever hvert år over 145 skoler.

## Historie

### Tidlig historie
Boston blev grundlagt den 17. september 1630 af en gruppe puritanere fra England. De grundlagde Massachusetts Bay Colony, og i 1691 blev Massachusetts Bay Colony sammenlagt med Plymouth Colony, som var grundlagt i 1620 af en gruppe pilgrimme. Den blev til den kongelige engelske koloni Province of Massachusetts Bay. Kort efter grundlæggelsen af puritanernes koloni åbnede de USAs første folkeskole, Boston Latin School, i 1635. Først blev området "Boston" kaldt Trimountaine af de europæiske kolonister, men senere blev det opkaldt efter havnen Boston i Lincolnshire, hvorfra de fleste kolonister havde emigreret. Den 29. august 1629 blev The Cambridge Agreement underskrevet, som fastslog at Massachusetts Bay Colony var en selvstyrende koloni, der ikke skulle styres fra London. Denne erklæring overlevede sammenlægningen med Plymouth Colony, og dermed fik Province of Massachsetts Bay sin egen guvernør og blev styrende i hele New England området. Massachusetts første guvernør John Winthrop stod i høj grad i spidsen for denne aftale. Man kan sige at The Cambridge Agreement er 'Bostons Grundlov', i hvert fald har den lige så stor betydning for byen.

### Selvstændighed
1. Se uddybende artikel om Bostonmassakren
2. Se uddybende artikel om Teselskabet i Boston

I 1770'erne begyndte byen at kæmpe for sin og Amerikas selvstændighed fra England. Den 5. marts 1770 førte demonstrationer til Bostonmassakren, hvor fem civile mistede livet, da det engelske militær skød på demonstranterne, og d. 16. december 1773 demonstrerede en gruppe, der kaldte sig Frihedens Sønner, mod de engelske skatter og afgifter ved at storme skibene i havnen i Boston, udklædt som Mohawkindianere og smide 342 kasser te i havnen. Derudover foregik en masse berømte slag i den amerikanske selvstændighedskrig ved Boston, fx Slaget ved Lexington og Concord i foråret 1775 og Slaget ved Bunker Hill om sommeren samme år. Det var også på den tid Paul Revere foretog sin berømte midnatsridetur, hvor han red fra Boston til Lexington for at advare om den britiske hærs fremfærd.

### 1800-tallet
I 1822 skulle borgerne i Boston stemme om at ændre navnet på byen fra 'the Town of Boston' til 'the City of Boston', og d. 4 marts 1822 stemte borgerne for ændringen.
Det var også i 1800-tallet at Boston begyndte at modtage store skibe fyldt med immigranter fra Europa. Der var flest irere i blandt flygtningene, men der var også mange tyskere, russere, libanesere, italienere og polske jøder. I slutningen af 1800-tallet var Boston stort set delt op i forskellige etniske bydele, fx havde italienerne indrettet sig i North End, Irerne havde slået sig ned i Sydboston og Charlestown og russerne bosatte sig i West End. Irerne og italienerne medbragte katolicismen, og det er den dominerende religion i Boston.

### 1900-tallet
I 1970'erne oplevede Boston et stort økonomisk opsving efter 30 år med dårlig økonomi, og det sås i 'The Financial District', hvor bygninger skød op og var med til at danne Bostons skyline. Opsvinget fortsatte et godt stykke ind i midten af 1980'erne, hvor det stilnede igen.

## Uddannelse
I Boston findes flere uddannelsesinstitutioner, både konservatorier, kunstskoler, juraskoler, universiteter og colleges. Der er i alt højere uddannelser i Boston, hvoraf 7 er "junior colleges", 14 universiteter eller colleges der giver adgang til bachelor eller master grader, 8 "research universities" som giver adgang til doktorgrader, men samtidig bruges som laboratorier for forskning, og 23 universiteter med et særligt fokus, som film, kunst, journalistik eller musik. Af disse er 50 ikke-kommercielle, altså uddannelser hvor formålet ikke er at hive penge ud af institutionerne, og de sidste to er profit skabende uddannelser, og 47 ejes privat, mens 5 ejes af den offentlige sektor. Den ældste uddannelsesinstitution er Harvard University, fra 1636, som også er den ældste højere uddannelsesinstitution i hele USA, og den nyeste i Boston-området er Urban College of Boston, som er fra 1993. Alle højere uddannelsesinstitutioner i Boston-området, undtagen 4, er omfattet af NEASC (New England Association of Schools and Colleges), og alle undtagen 1 er godkendt af United States Department of Education.
| Name                                                              | Location  | Control    | Classification | Enrollment | Founded | NEASC-accredited |
| ----------------------------------------------------------------- | --------- | ---------- | -------------- | ---------- | ------- | ---------------- |
| Andover Newton Theological School                                 | Newton    | Privat     | Special-focus  | 350        | 1807    | 1978             |
| Bay State College                                                 | Boston    | For-profit | Associate’s    | 354        | 1946    | 2008             |
| Benjamin Franklin Institute of Technology                         | Boston    | Privat     | Special-focus  | 513        | 1908    | 2006             |
| Bentley University                                                | Waltham   | Privat     | Master's       | 5,662      | 1917    | 1966             |
| Berklee College of Music                                          | Boston    | Privat     | Special-focus  | 4,054      | 1945    | 1973             |
| Boston Architectural College                                      | Boston    | Privat     | Special-focus  | 1,338      | 1889    | 1991             |
| Boston Baptist College                                            | Milton    | Privat     | Special-focus  | 153        | 1976    |                  |
| Boston College                                                    | Newton    | Privat     | Research       | 14,621     | 1863    | 1935             |
| Boston Conservatory                                               | Boston    | Privat     | Special-focus  | 613        | 1867    | 1968             |
| Boston Graduate School of Psychoanalysis                          | Brookline | Privat     | Special-focus  | 178        | 1973    | 1996             |
| Boston University                                                 | Boston    | Privat     | Research       | 31,766     | 1839    | 1929             |
| Brandeis University                                               | Waltham   | Privat     | Research       | 5,327      | 1948    | 1953             |
| Bunker Hill Community College                                     | Boston    | Offentlig  | Associate’s    | 8,806      | 1973    | 1976             |
| Cambridge College                                                 | Cambridge | Privat     | Master's       | 5,355      | 1971    | 1981             |
| Curry College                                                     | Milton    | Privat     | Baccalaureate  | 3,097      | 1879    | 1970             |
| Eastern Nazarene College                                          | Quincy    | Privat     | Baccalaureate  | 1,050      | 1900    | 1943             |
| Emerson College                                                   | Boston    | Privat     | Master's       | 4,536      | 1880    | 1950             |
| Emmanuel College                                                  | Boston    | Privat     | Master's       | 2,467      | 1919    | 1933             |
| Episcopal Divinity School                                         | Cambridge | Privat     | Special-focus  | 108        | 1975    |                  |
| Fisher College                                                    | Boston    | Privat     | Associate's    | 1,225      | 1903    | 1970             |
| Harvard University                                                | Cambridge | Privat     | Research       | 25,690     | 1636    | 1929             |
| Hebrew College                                                    | Newton    | Privat     | Special-focus  | 201        | 1921    | 1955             |
| Hellenic College and Holy Cross Greek Orthodox School of Theology | Brookline | Privat     | Special-focus  | 186        | 1937    | 1974             |
| Hult International Business School                                | Cambridge | Privat     | Special-focus  |            | 1964    | 1976             |
| Labouré College                                                   | Boston    | Privat     | Associate's    | 548        | 1892    | 1975             |
| Lasell College                                                    | Newton    | Privat     | Baccalaureate  | 1,469      | 1851    | 1932             |
| Lesley University                                                 | Cambridge | Privat     | Master's       | 7,003      | 1909    | 1952             |
| Longy School of Music                                             | Cambridge | Privat     | Special-focus  | 1,403      | 1915    | 1995             |
| Massachusetts College of Art and Design                           | Boston    | Offentlig  | Special-focus  | 2,349      | 1873    | 1954             |
| Massachusetts College of Pharmacy and Health Sciences             | Boston    | Privat     | Special-focus  | 3,909      | 1823    | 1974             |
| Massachusetts Institute of Technology                             | Cambridge | Privat     | Research       | 10,229     | 1861    | 1929             |
| Massachusetts School of Professional Psychology                   | Boston    | Privat     | Special-focus  | 304        | 1974    | 1984             |
| MGH Institute of Health Professions                               | Boston    | Privat     | Special-focus  | 835        | 1977    | 1985             |
| Mount Ida College                                                 | Newton    | Privat     | Baccalaureate  | 1,460      | 1899    | 1970             |
| New England College of Business and Finance                       | Boston    | Privat     | Master's       | 711        | 1909    | 2008             |
| New England College of Optometry                                  | Boston    | Privat     | Special-focus  | 464        | 1894    | 1976             |
| New England Conservatory                                          | Boston    | Privat     | Special-focus  | 714        | 1867    | 1951             |
| New England Institute of Art                                      | Brookline | For-profit | Special-focus  | 1,975      | 1952    | 2004             |
| New England School of Law                                         | Boston    | Privat     | Special-focus  | 1,103      | 1938    |                  |
| New England School of Photography                                 | Boston    | For-profit | Special-focus  | 119        | 1968    |                  |
| Newbury College                                                   | Brookline | Privat     | Baccalaureate  | 1,088      | 1962    | 2000             |
| Northeastern University                                           | Boston    | Privat     | Research       | 24,434     | 1898    | 1940             |
| Pine Manor College                                                | Brookline | Privat     | Baccalaureate  | 452        | 1911    | 1939             |
| Quincy College                                                    | Quincy    | Offentlig  | Associate’s    | 3,932      | 1958    | 1980             |
| Roxbury Community College                                         | Boston    | Offentlig  | Associate’s    | 2,398      | 1973    | 1981             |
| Saint John's Seminary                                             | Boston    | Privat     | Special-focus  | 118        | 1884    | 1969             |
| School of the Museum of Fine Arts                                 | Boston    | Privat     | Special-focus  | 797        | 1876    |                  |
| Simmons College                                                   | Boston    | Privat     | Master's       | 4,933      | 1899    | 1929             |
| Suffolk University                                                | Boston    | Privat     | Master's       | 16,095     | 1906    | 1952             |
| Tufts University                                                  | Medford   | Privat     | Research       | 10,252     | 1852    | 1929             |
| University of Massachusetts Boston                                | Boston    | Offentlig  | Research       | 14,117     | 1964    | 1972             |
| Urban College of Boston                                           | Boston    | Privat     | Associate’s    | 673        | 1993    | 2001             |
| Wentworth Institute of Technology                                 | Boston    | Privat     | Special-focus  | 3,816      | 1904    | 1967             |
| Wheelock College                                                  | Boston    | Privat     | Master's       | 1,109      | 1939    | 1950             |

## Kultur
Boston har flere flere museer og gallerier blandt andet Museum of Fine Arts og Isabella Stewart Gardner Museum.

## Sport
Der er mange hold indenfor mange forskellige sportsgrene i Boston, og i det hele taget i New England området. Udover at være meget fremtrædende i amerikansk fodbold og baseball, så har de også fremtrædende hold i de bedste ligaer hvad angår ishockey, fodbold og basketball. Et af de mange stoltheder i Boston, hvad angår sport, er deres Gillette Studium. Det stadium bruges til deres amerikanske fodbold hold New England Patriots (i NFL ligaen) og deres fodbold hold New England Revolution (i MSL ligaen). Deres basketball hold i NBA ligaen Boston Celtics holder til i TD Garden som de deler med ishockey holdet Boston Bruins der spiller i NHL ligaen. Boston Red Sox er baseball holdet i Boston, som spiller i MLB, og har i 100 år holdt til på Fenway Park (Siden 1912). Boston har også to lacrosse hold, et indendørs og et udendørs, som hedder henholdsvis Boston Blazers, som spiller i den indendørs liga NLL, og Boston Canons som spiller i den indendørs liga MLL. Boston Blazer holder til på TD Stadium sammen med Celtics og Red Sox, mens Canons holder til på Harvard Stadium. Begge hold er sammen med Bostons andet fodbold hold Boston Breakers, som også holder til på Harvard Stadium, de eneste professionelle hold i Boston der aldrig har vundet noget. Til sidst er der softball holdet New England Riptide der holder til på Martin Softball Field, og spiller i NFP.
| Club                   | League | Sport              | Venue                 | Established | Championships                           |
| ---------------------- | ------ | ------------------ | --------------------- | ----------- | --------------------------------------- |
| Boston Bruins          | NHL    | Hockey             | TD Garden             | 1924        | 5 Stanley Cups                          |
| Boston Celtics         | NBA    | Basketball         | TD Garden             | 1946        | 17 NBA Titles                           |
| Boston Red Sox         | MLB    | Baseball           | Fenway Park           | 1901        | 7 World Series Titles 12 AL Pennants    |
| New England Patriots   | NFL    | Football           | Gillette Stadium      | 1960        | 4 Super Bowl Titles 8 AFC Championships |
| New England Revolution | MLS    | Soccer             | Gillette Stadium      | 1995        | 1 U.S. Open Cup 1 Superliga             |
| Boston Blazers         | NLL    | Lacrosse (Indoor)  | TD Garden             | 2008        | None                                    |
| Boston Breakers        | WPS    | Soccer             | Harvard Stadium       | 2001        | None                                    |
| Boston Cannons         | MLL    | Lacrosse (Outdoor) | Harvard Stadium       | 2001        | None                                    |
| New England Riptide    | NPF    | Softball           | Martin Softball Field | 2004        | 1 Cowles Cup                            |

## Boston i verden

### Kendte fra byen og byens omegn
Boston
- Matt Damon
- Mark Wahlberg
- Boston (rockband)
- Chris Evans) fra the avengers og fantastic four
- JoJo
- John Adams – Amerikas anden præsident
- Aerosmith
- Ben Affleck
- Steve Carell
- William C. Durant – Stifter af General Motors
- John F. Kennedy – Amerikas præsident nummer 35
- Jay Leno
- Matt Matt LeBlanc
- City on a Hill

### TV serier

#### Sams Bar
Serien Sams Bar (engelsk Cheers) blev filmet i Boston. Baren på Beacon Street ved siden af Fenway Park, hvor serien blev filmet, er i dag en restaurant med burgere og øl og cocktails. I serien kunne man opleve bartenderen Sam Malone, en tidligere spiller for Boston Red Sox, der drev sin bar og samtidig charmerede sig vej til kvinderne. Samtidig oplevede man hverdagslivet i en bar, hvor stamgæsterne Norm, Cliff og Fraiser. Og det spæningsfyldte forhold mellem Sam og hans kvindelige modspiller Diane. Komedieserien kørte fra 1982 til 1993 på den amerikanske TV kanal NBC. TV serien har vundet 28 Emmy Awards, og en af figurerne fra serien, Fraiser Crane fik senere sin egen spin-off serie, Fraiser, som også blev en stor succes.
Turismen blev så enorm, så ejerne lavede endnu en bar på Quincy Marked ved havnen i Boston. Den originale bar ligner ikke baren særligt meget, mens baren på Quincy Marked en nøje kopi af baren fra TV serien.

#### Boston Common
Boston Common er en tvkomedieserie der foregår i Boston. Da den havde premiere i 1996 på NBC, blev den en klar succes. Den lå i hele sæsonen på en 8. plads over mest sete serier i hele USA, men da den ved 2. sæson blev flyttet til om søndagen, røg den direkte ned på en 51. plads. Serien blev derfor droppet midt i 2. sæson.
Serien handler om Boyd fra Virginia, en stille og rolig ung mand i 20'erne, som skal sætte sin søster Wyleen af i Boston på hendes nye universitet. Da han er der, bliver han forelsket i pigen Joy og beslutter at til at blive til Wyleens store utilfredshed. Han slår sig ned i samme lejlighed som sin søster og ender med at få et job på universitetet. Wyleen vil gerne have et sexliv, men det er lidt svært, når man har sin bror boende i lejligheden.
Universitetet findes ikke i virkeligheden, men er inspireret af Emerson College i Boston.

#### Andre TV serier i Boston
- Boston Legal
- Crossing Jordan
- Dawson's Creek (Senere episoder)
- The Practice
- The Real World: Boston
- Zack og Codys søde hotel liv (engelsk The Suite Life of Zack & Cody)
- St. Elsewhere
- Sabrina, Teenage heksen (Sabrina, the Teenage Witch)
- To fyre, en pige og et pizzeria (Two Guys and a Girl)
- Ally McBeal
- Chasing Life